# جزیره مالدن

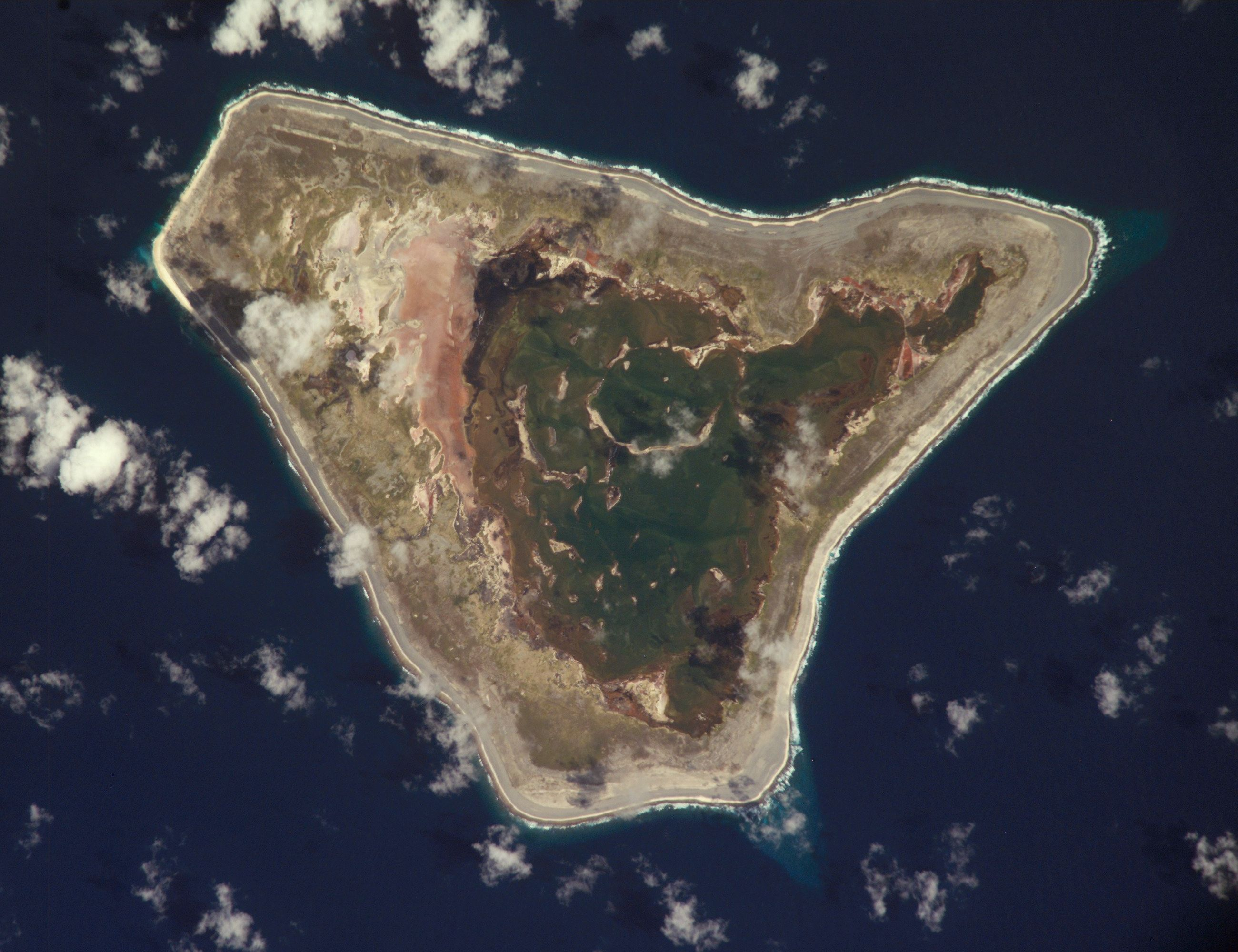
تصویر ماهواره‌ای ناسا از جزیره مالدن

جزیره مالدن (انگلیسی: Malden Island) که در سده نوزدهم گاهی به نام جزیره استقلال نیز خوانده می‌شد، یک آب‌سنگ حلقوی پست، خشک و غیرمسکونی در میانه اقیانوس آرام است که حدود ۳۹ کیلومتر مربع مساحت دارد. این جزیره بخشی از جزایر لاین به‌شمار می‌رود که به جمهوری کیریباتی تعلق دارد. تالاب داخلی این جزیره به‌طور کامل با خشکی احاطه شده ولی از راه کانال‌های زیرزمینی با دریا ارتباط دارد و کاملاً شور است.
جزیره مالدن به دلیل ویرانه‌های اسرارآمیز پیشاتاریخی خود، نهشته‌های گسترده کود مرغی فسفاتی، استفاده از جزیره به عنوان محل پیشین آزمایش‌های بمب هیدروژنی بریتانیا (عملیات گراپل، ۱۹۵۷) و اهمیت امروزی به عنوان منطقه حفاظت‌شده جهت زادآوری پرندگان دریایی شهرت دارد.
این جزیره به عنوان «پناهگاه حیات وحش جزیره مالدن» شناخته شده‌است. در سال ۲۰۱۴ دولت کیریباتی محدوده‌ای به عرض ۱۲ مایل دریایی (۲۲ کیلومتر) را به عنوان منطقه انحصاری ماهی‌گیری در اطراف ساحل جنوبی جزایر لاین تعیین کرد که جزیره‌های کارولین، فلینت، وستوک، مالدن و استارباک را در بر می‌گیرد.